# Шалзел
Шалзел (фр. Chalezeule) насеље је и општина у источној Француској у региону Франш-Конте, у департману Ду која припада префектури Безансон.
По подацима из 2011. године у општини је живело 1232 становника, а густина насељености је износила 312,69 становника/km². Општина се простире на површини од 3,94 km². Налази се на средњој надморској висини од 252 метара (максималној 400 m, а минималној 240 m).

## Демографија
| 1962. | 1968. | 1975. | 1982. | 1990. | 1999. | 2011. |
| ----- | ----- | ----- | ----- | ----- | ----- | ----- |
| 529   | 699   | 764   | 812   | 944   | 952   | 1.232 |

График промене броја становника у току последњих година